# Señor de la Columna de Lurín

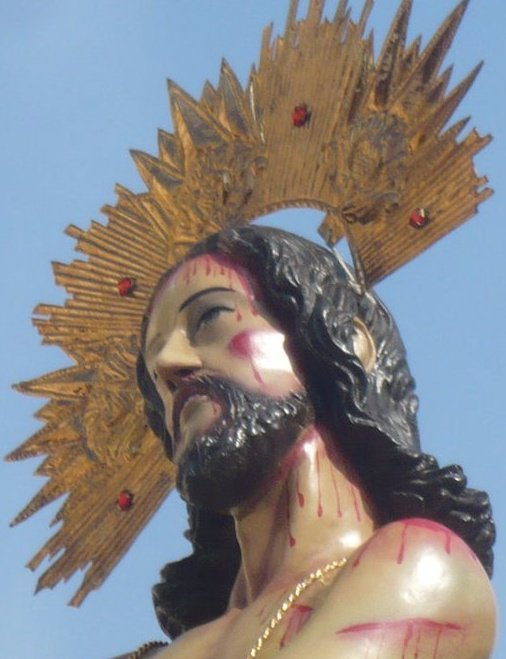
Señor de la Columna de Lurín

El Señor de la Columna de Lurín es una representación peruana de Cristo, tallada en madera, que fue encontrada la mañana del 28 de octubre de 1734 en la playa San Pedro de Lurín. Celebra su festividad la última semana de octubre siendo el 28 el día principal. 

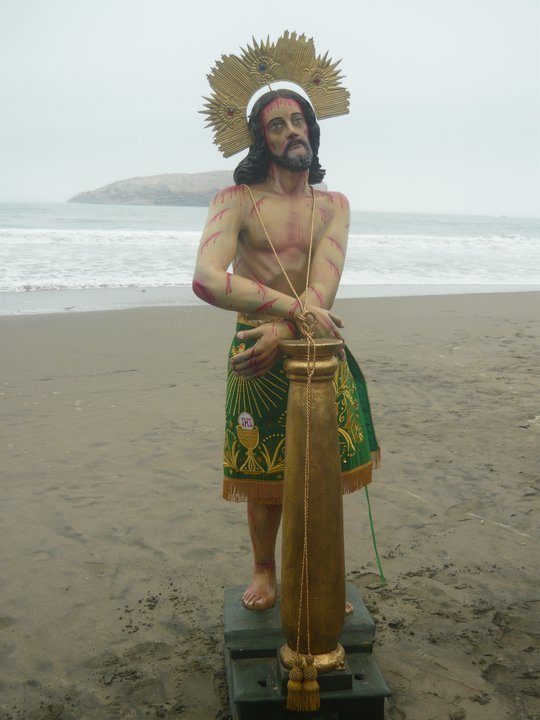
Señor de la Columna en la playa San Pedro de Lurín

## Historia
Era la mañana del 28 de octubre de 1734 cuando don Floro, un viejo calador de la playa San Pedro de Lurín, como todas las mañanas, antes que raye el alba, había tomado su talego en la que introdujo su tarraya, una chuspa de coca para chacchar, entre otros enseres. Ese día había salido solo, no como otras mañanas en que junto a otros caladores tomaban sus balsas de tres juncos amarrados y sus remos de media caña guayaquil, y se echaban a la mar. Este era un amanecer distinto, con una mar sin tasca o embrollo de olas bravas y de corrientes encontradas, veía la mar como una inmensa pampa en la que su vista se perdía a la distancia del horizonte.
De pronto, en la playa, don Floro divisó un punto negro que se acercaba sin que él sepa de lo que se trataba. El alba de la mañana empezaba a clarear el día y fue entonces cuando vio de cerca una embarcación y sobre ella observó la imagen inmóvil de un hombre de pie. Se acercó pensando que era un pescador y se dio con la sorpresa que se trataba de la imagen de Cristo con el torso desnudo y las manos amarradas con una soga en la columna. Inmediatamente don Floro, jaló la balsa hacia la playa para evitar que sea llevada y perdida por la inmensidad del mar. Enseguida, sin perder tiempo, corrió hacia el pueblo de Lurín para avisar a los pobladores y al párroco de su hallazgo. Los pobladores sorprendidos comenzaron una gran movilización hacia la playa, las campanas de la iglesia San Pedro de Lurín comenzaron a sonar. Una vez todos en la playa comprobaron que se trataba efectivamente de la imagen de Cristo en la columna. Después de ser bendecida por el párroco, la sagrada imagen fue llevada por los pobladores al pueblo de Lurín, comenzando así una historia de fe y devoción que hasta el día de hoy perdura en el tiempo.
La historia del hallazgo de la imagen del Señor de la Columna de Lurín, se asemeja al hallazgo de la imagen del Señor del Mar, la cual fue encontrado en 1756 por los esposos Casavilca en el antiguo fundo Aguilar, en el actual distrito de Bellavista.

## Festividad
Cada tercer sábado de octubre, la imagen del Señor de la Columna es trasladada por sus fieles a las orillas de la playa San Pedro de Lurín, recordando así, el momento de su hallazgo, dando inicio a las festividades de cada año, teniendo como día principal el 28, donde la sagrada imagen recorre en procesión el pueblo de Lurín. 
La sagrada imagen es sacada en procesión también el Viernes Santo, formando así junto con otras seis imágenes el Vía Crucis. Justamente  el Viernes Santo del año 2013, la imagen del Señor de la Columna no pudo culminar el tradicional recorrido, debido a que sufrió severos daños en su base. Luego de un largo año de intensos trabajos de restauración, nuestro Señor volvió a recorrer las calles del pueblo de Lurín, gracias al apoyo de los pobladores,continuando así una historia de fe que perdura en el tiempo. 
El 28 de octubre de 1908 se creó la «Hermandad del Señor de la Columna de Lurín», la misma que en la actualidad está organizada en cuatro cuadrillas de cargadores y un grupo femenino.